# Trapezidae
Trapezidae zijn een familie van tweekleppigen uit de orde Veneroida.

## Taxonomie
De volgende geslachten zijn bij de familie ingedeeld:
- Coralliophaga Blainville, 1824 (=Lithophagella)
- Fluviolanatus Iredale, 1924
- † Straelenotrapezium Glibert & van de Poel, 1970
- Neotrapezium Habe, 1951
- Trapezium Megerle von Mühlfeld, 1811 (=Cypricardia)